# 升禧广场
升禧广场（英語：The Starhill，前稱星同廣場或升禧艺廊），是一座位于吉隆坡武吉免登的高級商場，於1996年開幕。該商場由楊忠禮集團（YTL Group）旗下的升禧環球信託（YTL Reit.）所持有，與萬豪酒店（JW Marriott）和威斯汀酒店（Westin Hotel）共構。

## 營運状况
該商場於1996年開幕，由新加坡的百貨龍頭詩家董所經營，商場當時被命名為“升禧中心（Starhill Centre）”。隨著97年的亞洲金融風暴及詩家董集團在海外發展的不順遂，升禧中心於2002年，以7,700萬令吉售給楊忠禮集團。在楊忠禮全面收購商場後，進行一系列的改裝及更新品牌的動作，並邀請美國著名室內設計師大衛．洛克威爾（David Rockwell）設計商場的內部環境。該商場於2005年8月重新開幕，並改名為“升禧艺廊（Starhill Gallery）”。
改名後的“升禧艺廊”，改以吸引高端顧客為目標，引進國際奢華品牌進駐商場，包括路易威登、迪奧、Valentino、Kenzo等，並放棄使用數字，而改以使用Feast、Indulge、Adorn、Explore、Pamper、Relish和Muse單字來為各樓層命名。除了服裝品牌外，升禧艺廊也引入許多藝廊和鐘錶品牌進駐，將商場內的Indulge、Adorn、Explore樓層打造成為全世界最大的鐘錶廊，進駐的品牌包括劳力士、欧美佳、梵克雅宝（Van Cleef & Arpels）、蕭邦錶、寶璣（Breguet）、積家（Jaeger LeCoultre）、Bedat & Co.等，每年固定在商場範圍內舉辦“時光之旅（A Journey Through Time）”國際鐘錶展，加強其作為區域高端奢華鐘錶中心的地位，也使商場屢獲許多評鑑機構評為亞洲最佳商場之一。許多國際知名的高級餐飲美容業者在進駐商場，而商場中庭的中央舞台偶有音樂團體進行現場演出。

### 重新整修
2011年，升禧廣場進行第二次整修及擴建工程，將原本充滿古典歐洲風味的外牆進行拉皮，改採用先進科技和輕鋼結構，建構出棱角分明的的多角形的特外牆。夜晚在燈光的照射下，牆上的玻璃面產生如液體般的折射效果，其前衛的外形，成為武吉免登的新地標，也為商場榮獲許多國際設計大獎。此次的整修，引進了絲芙蘭（Sephora）和英資百貨公司德本漢姆的進駐，原本的租戶路易威登、迪奧、Valentino、寶璣等也進行整修和擴大其面積，將分店提升為區域等級的旗艦店。自2019年10月开始，升禧艺廊再次进行装修，以改造为The Starhill。The Starhill由Kokaistudios对其进行了建筑及室内的全方位改造。新设计为商场内部引入自然光线并丰富了其空间功能，也拆除了原絲芙蘭的空间作为公共开放行人空间。商场于2020年第二季度开始分阶段重新开放，并将于2021年正式重新开业。购物中心的顶层也被替换为万豪酒店的162间客房。

### 诚品书店入驻

诚品书店入口

诚品生活也利用了商场的圆弧空间作为店面的一部分

源自台湾知名的的诚品书店于2022年12月17日在升禧广场开幕，成为该书店在东南亚的首家旗舰店。诚品书店以其丰富的书籍种类、舒适的阅读环境和多元化的文化活动而闻名。吉隆坡店总占地面积约20,000平方英尺，并设有书籍、文具、音乐、艺术、生活等多个区域。书籍种类涵盖中文、英文、马来文等多种语言，并有专门的儿童书籍区和青少年书籍区。书店还设有“诚品生活馆”，提供咖啡、餐饮、文创商品等服务。此外，书店还会定期举办讲座、音乐会、艺术展等活动，为读者提供丰富的文化体验。

## 外部連結
- 官方网站